# Vescovo eletto
Vescovo eletto è il titolo proprio di coloro che, nella Chiesa cattolica, sono stati nominati ad una sede vescovile, ma non ne hanno ancora preso possesso secondo le norme canoniche e le procedure previste dal Caeremoniale Episcoporum.
Tale titolo, risalente ai tempi in cui la scelta dei vescovi avveniva generalmente per elezione, nell'uso comune viene dato a chi, nominato vescovo sia diocesano sia titolare, non ha ancora ricevuto l'ordinazione episcopale "agli effetti di distinguerlo dal vescovo già consacrato".

## Normativa canonica
L'attuale Codice di diritto canonico continua ad applicare il termine "eletto" (electus) a chi sta per ricevere l'ordinazione episcopale. Impiega anche l'espressione "promosso all'episcopato" (promotus ad Episcopatum), nell'imporre l'obbligo di ricevere l'ordinazione episcopale entro tre mesi dalla ricezione della bolla pontificia di nomina all'episcopato. Nel parlare poi della presa di possesso, che avviene o con il rito stesso dell'ordinazione o in un altro momento, il Codice di diritto canonico usa i termini "promosso" (promotus), e "Vescovo promosso" (Episcopus promotus).

### "Vescovo eletto" dopo l'ordinazione episcopale
Si definisce vescovo eletto di una diocesi anche il vescovo già consacrato che non ne ha ancora canonicamente preso possesso. Infatti solo dopo avere compiuto tale cerimonia colui al quale è stato affidato il governo di una diocesi può esercitarlo. Gli è imposto l'obbligo di compiere la cerimonia, eventualmente per mezzo di un procuratore, entro un periodo limitato di tempo dopo avere ricevuto notizia certa della sua nomina: due mesi se egli è già vescovo, quattro se deve prima farsi ordinare vescovo. Gli si raccomanda vivamente di compierla con l'atto liturgico indicato nel Caeremoniale Episcoporum.
Al momento della presa di possesso, il nuovo vescovo diventa vescovo diocesano della sede episcopale: cessano così l'autorità dell'amministratore (apostolico o diocesano) e il periodo di sede vacante della diocesi. Dallo stesso momento, non prima, il nome del nuovo vescovo è menzionato nella preghiera eucaristica delle messe celebrate nella diocesi.
Se, fino alla nomina, il nuovo vescovo della diocesi era vescovo di un'altra diocesi, è soltanto vescovo eletto della nuova sede fino al momento della presa di possesso di questa, istante fino al quale il suo nome è ancora menzionato nella preghiera eucaristica celebrata nell'anteriore diocesi. Dal momento della notizia certa del trasferimento, infatti, decade come vescovo diocesano dell'anteriore diocesi, ma ne ritiene il governo con i poteri un po' più limitati di un amministratore diocesano. Questi poteri cessano e la diocesi anteriore diventa vacante dal momento della presa di possesso della nuova sede.